# Structure hyperboloïde de Polibino

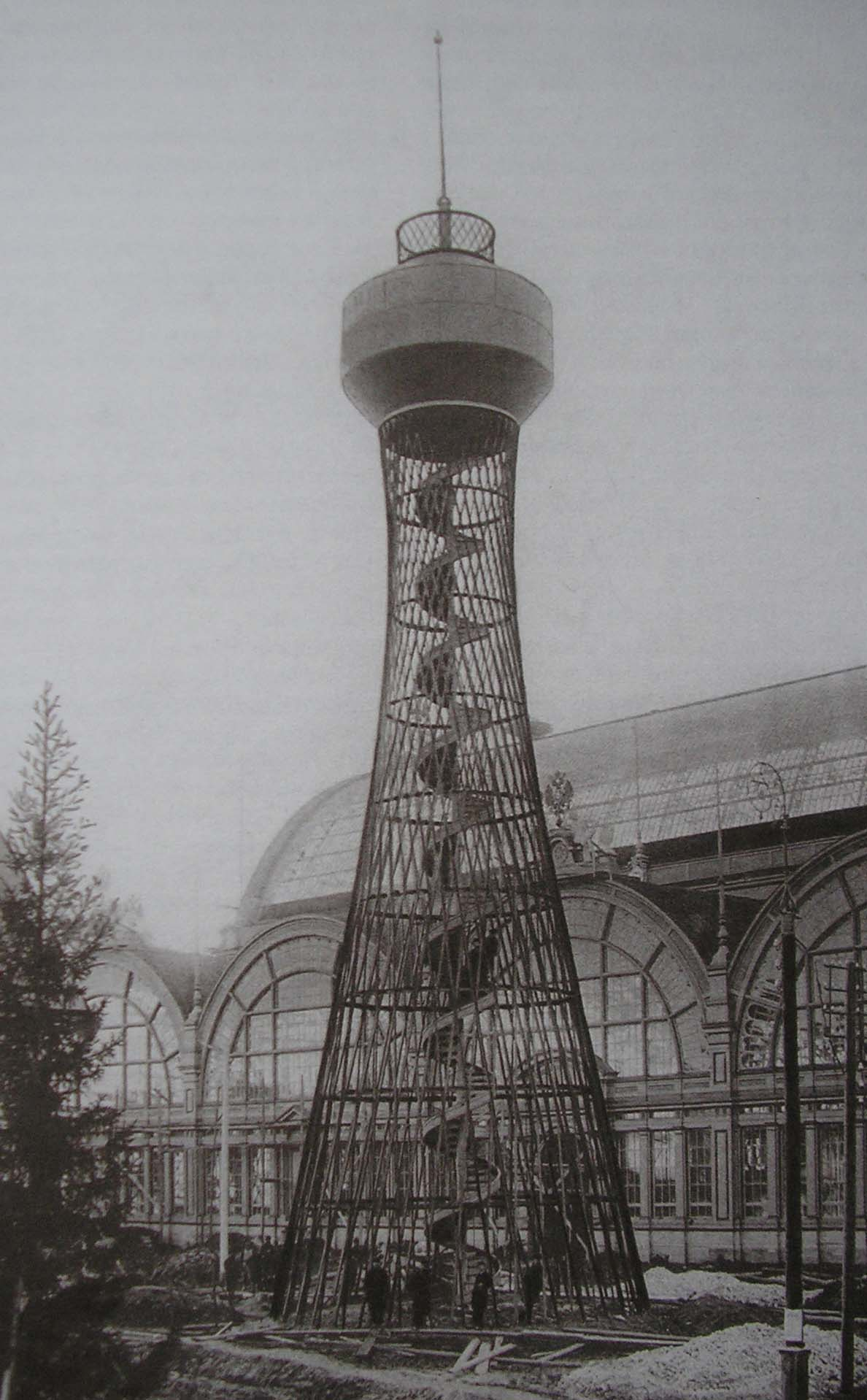
La première structure hyperboloïde par Vladimir Choukhov, Nijni Novgorod (1896)

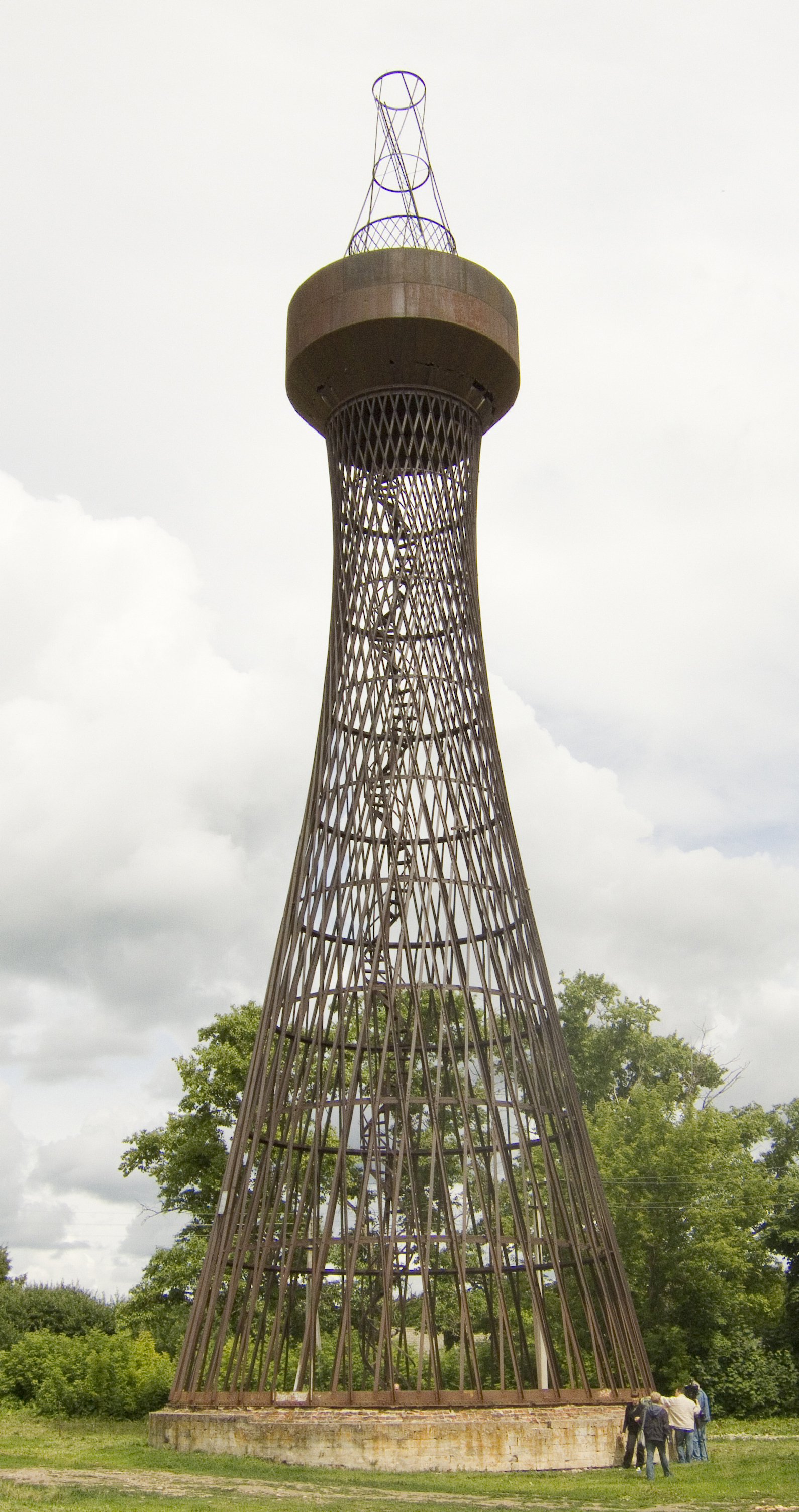
La première tour Choukov à Polibino (2009)

La structure hyperboloïde de Polibino est une tour à claire-voie réalisée en treillage d'acier qui constitue la première structure hyperboloïde du monde,,,. Cette tour hyperboloïde a été construite pour l'exposition panrusse de 1896 (en) à Nijni Novgorod par l'ingénieur et scientifique russe Vladimir Choukhov. La tour est par la suite achetée, démontée et reconstruite dans le village (selo) de Polibino dans le raïon de Dankov de l'oblast de Lipetsk, en Russie où elle est toujours visible.

## Photos

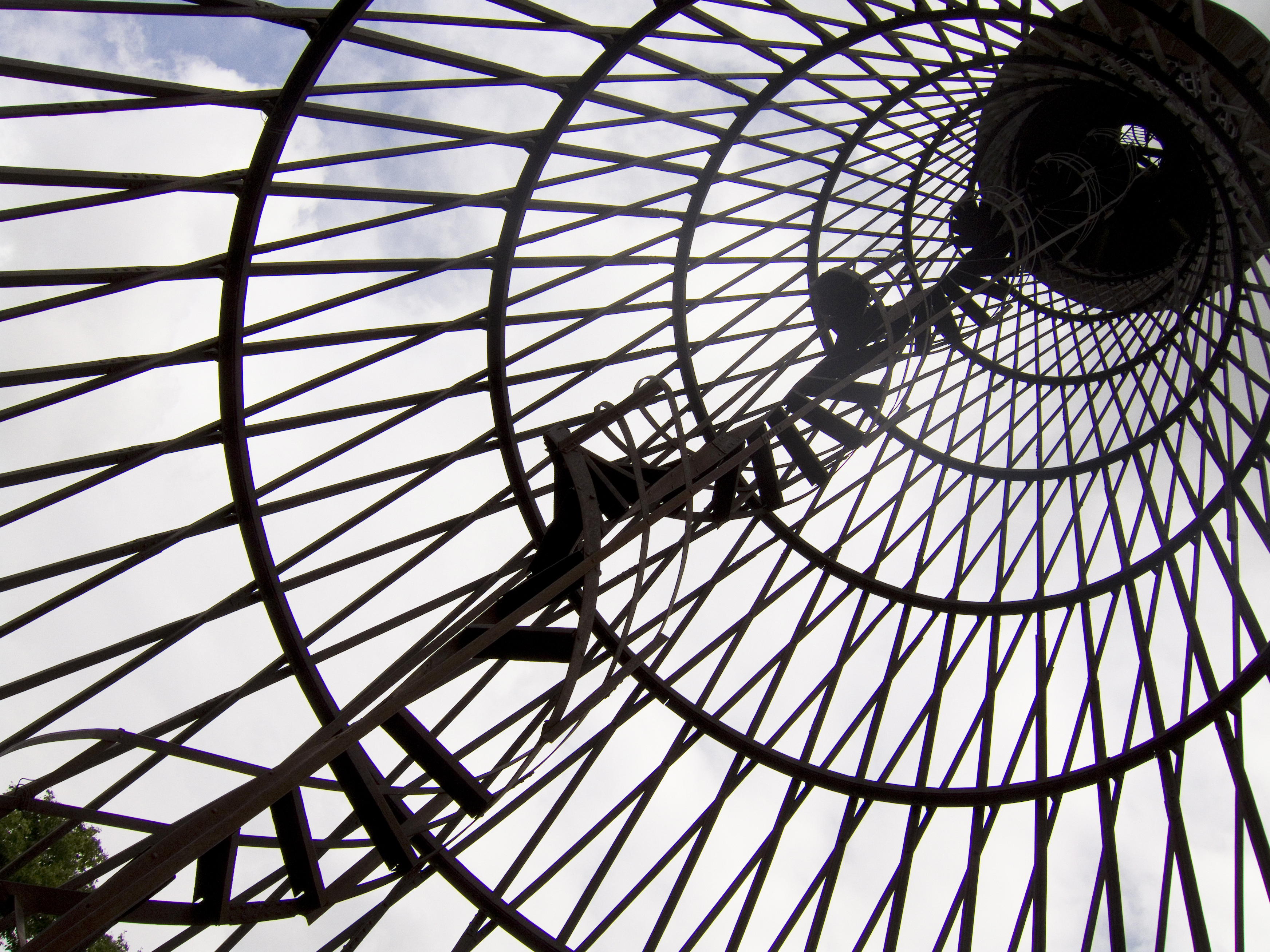
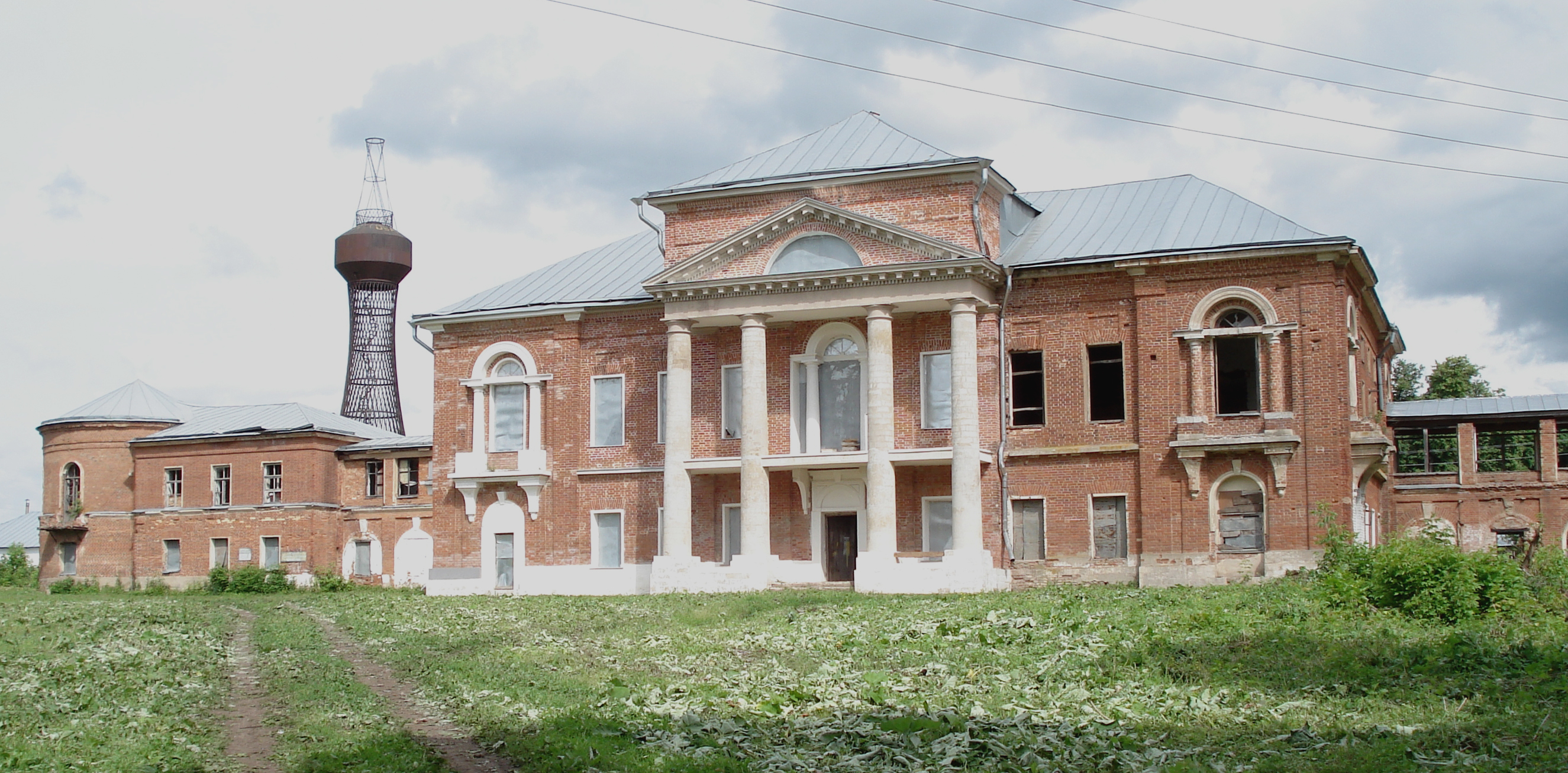
Vue du château de Polibino en 2009
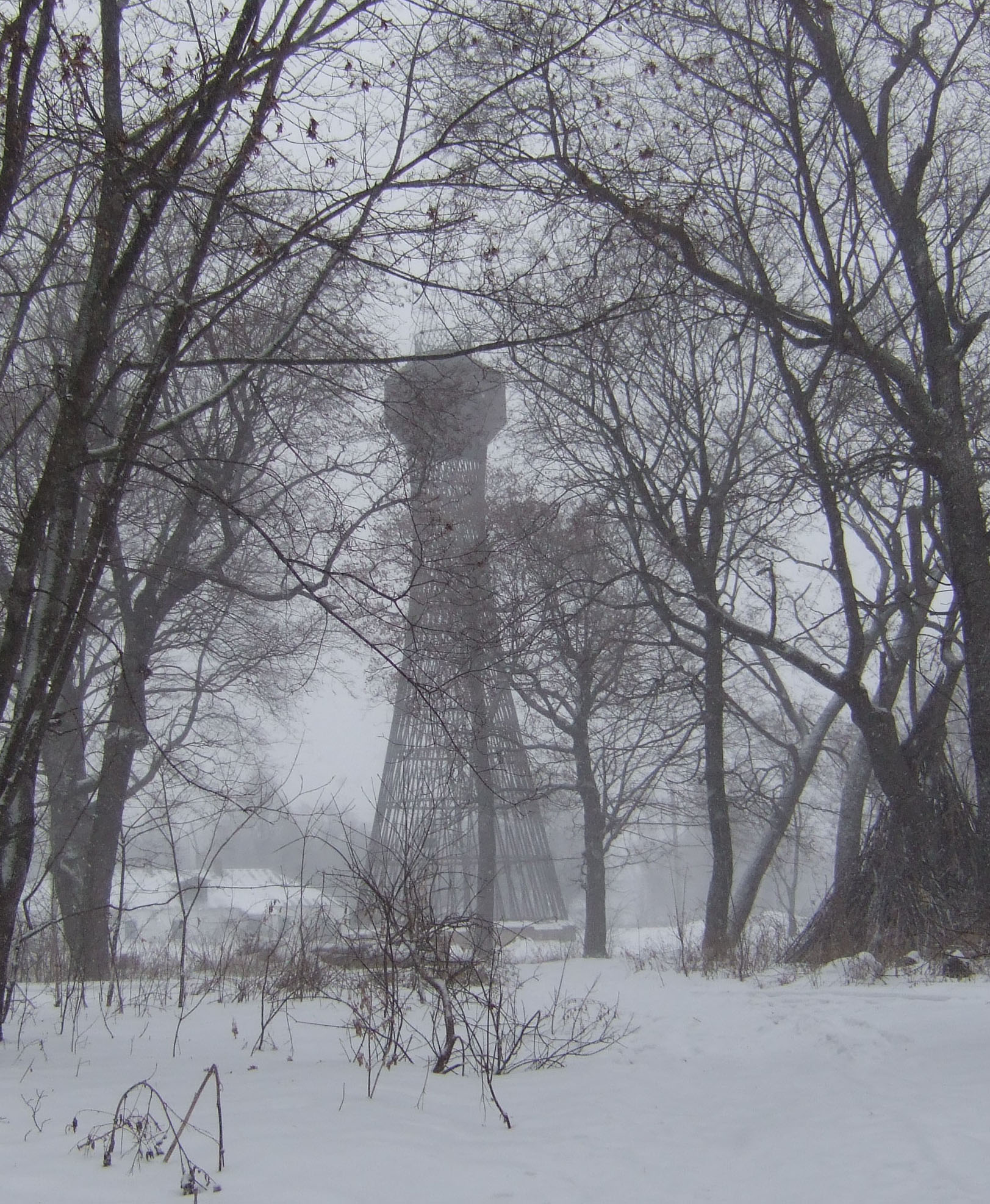
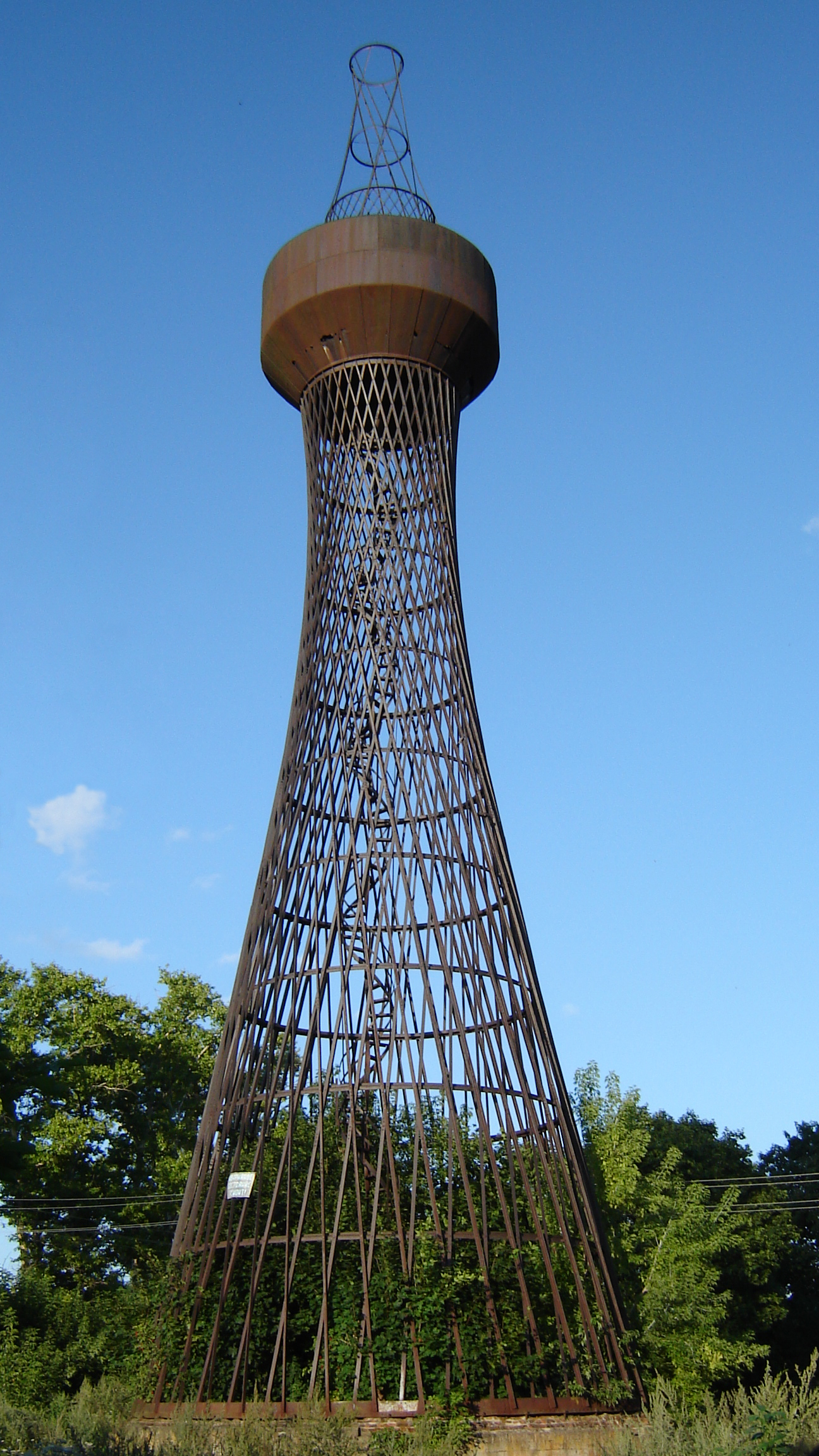
2006
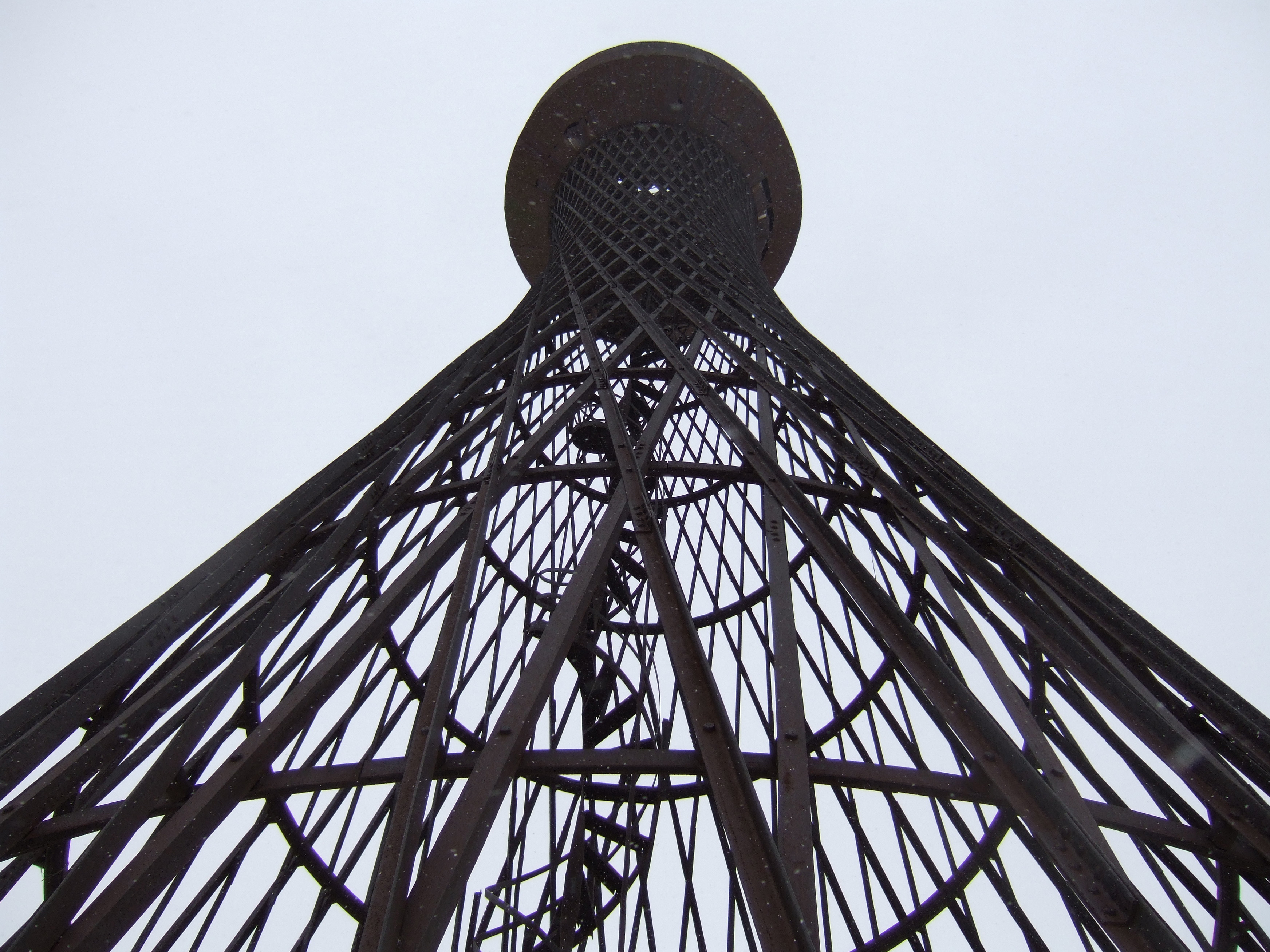
2008
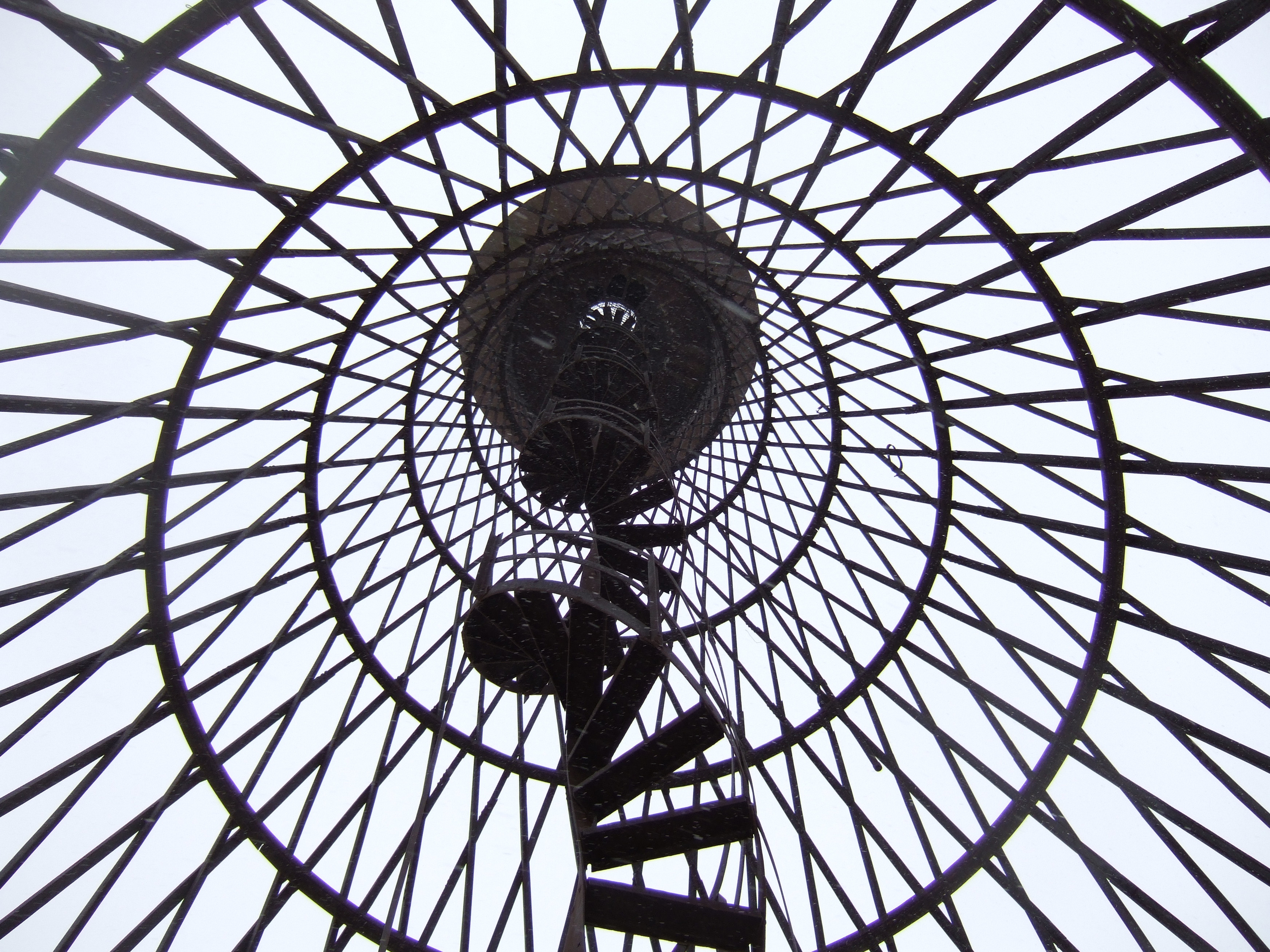
2008